# Faculdade de Engenharia de Bauru
A Faculdade de Engenharia de Bauru (FE ou FEB, como é mais conhecida) é uma das 38 Unidades Universitárias que compõem a Universidade Estadual Paulista “Júlio de Mesquita Filho”, uma das três universidades públicas do Estado de São Paulo.
A FEB foi autorizada a funcionar em 1967, de acordo com decreto do Governador do Estado de São Paulo nº 47.893, de 12 de abril de 1967, e portaria nº 7/67 do Conselho Estadual de Educação. Neste ano, entrou em atividade o curso de Engenharia Mecânica e, no ano seguinte, os cursos de Engenharia Civil e Engenharia Elétrica, os quais eram mantidos pela Fundação Educacional de Bauru, entidade jurídica sem fins lucrativos, criada pela Lei Municipal nº 1.276, de 26 de dezembro de 1966. Os cursos de Engenharia Civil e Engenharia Mecânica foram reconhecidos em 1972, por meio do decreto nº 70.596, da Presidência da República, e o curso de Engenharia Elétrica teve seu reconhecimento em 1975, com o decreto nº 78.846. 
Nos anos posteriores, foram criados outros cursos e unidades, mantidos pela Fundação Educacional de Bauru. Em 1985, foi instalada a Universidade de Bauru, composta pelas Faculdades de Engenharia, Tecnologia, Ciências, Artes e Comunicação.
Em agosto de 1988, conforme já relatado, a Universidade de Bauru foi incorporada à UNESP e os cursos de Engenharia e Tecnologia foram agrupados numa única Unidade, chamada Faculdade de Engenharia e Tecnologia.
Atualmente, com a extinção dos cursos de Tecnologia, a Unidade passou a chamar-se Faculdade de Engenharia de Bauru e oferece os seguintes cursos de graduação:
- Engenharia Mecânica
- Engenharia Elétrica
- Engenharia Civil
- Engenharia de Produção

## Ingresso
Para ingressar nos cursos de graduação da Faculdade, assim como para todos os outros cursos da UNESP, o aluno deve prestar o vestibular realizado pela Vunesp (Fundação para o Vestibular da Universidade Estadual Paulista). No vestibular do final do ano a instituição oferece os cursos de Engenharia Mecânica, Engenharia Civil e Engenharia Elétrica. O curso de Engenharia de Produção é oferecido no vestibular do meio do ano. No vestibular de 2010 mais de 4700 candidatos concorreram as vagas da faculdade.

## Orçamento
O orçamento da FEB, vindo do tesouro do Estado de São Paulo e distribuído pela administração da Unesp, no ano de 2010 foi de R$22.904.734,00.

## Departamentos
Cada curso de Engenharia da Faculdade de Engenharia de Bauru possui um departamento responsável. São eles:
- Departamento de Engenharia Civil
- Departamento de Engenharia Mecânica
- Departamento de Engenharia Elétrica
- Departamento de Engenharia de Produção

## Programa de Intercâmbio
Na FEB o Programa de Intercâmbio de alunos é uma forma de promover a mobilidade acadêmica para a difusão do conhecimento e a absorção de vivências profissionais e culturais. Ainda, incentiva a vinda de estudantes ou recém-formados do exterior em Graduação ou Pós-Graduação, para a realização de estágios de curta duração na UNESP. Esse programa permite, também, que os alunos da FEB realizem estágios em Universidades estrangeiras.
Nos últimos anos, as atividades de cooperação envolveram os seguintes programas:
- PROGRAMA DE INTERCÂMBIO DA AUGM — ASSOCIAÇÃO DE UNIVERSIDADES DO GRUPO MONTEVIDEO;
- PROGRAMA DE INTERCÂMBIO DA UNESP/PORTO
- PROGRAMA DE INTERCÂMBIO DA UNESP/ALEMANHA;
- PROGRAMA DE INTERCÂMBIO DA UNESP/LYON/FRANÇA;
- PROGRAMA DE INTERCÂMBIO DA UNESP/AUSTRIA.

## Entidades e Órgãos Relacionados

### Dafae
Pertencente à Unesp, o DAFAE (Diretório Acadêmico da Faculdade de Engenharia) é o órgão de representação discente da Faculdade de Engenharia de Bauru (FEB). Atualmente, conta com mais de 1200 alunos de graduação matriculados. O órgão é responsável por atividades e complementação social e acadêmica, bem como por dar suporte às necessidades universitárias dos alunos.

#### Missão
Consolidar e promover a melhoria contínua da ouvidoria, representação e o acesso aos alunos às atividades que completem suas formações social e acadêmica, despertando seu interesse e suprindo suas necessidades.

#### Visão
Ser referência nacional em Diretório Acadêmico de cursos de Engenharia sendo ativo, sólido e inovador em todas as suas atividades.

#### Valores
- Ética

Em todas as ações do DAFAE, internas e externas, o órgão preza por fazer tudo com ética e transparência.
- Respeito

Um dos itens mais importantes. Respeita-se e não se faz acepção de pessoas, quaisquer seja sua etnia, sexo, religião, orientação sexual e ideologia. Além de serem contra todo e qualquer tipo de preconceito.
- Cidadania

O diretório compreende e se vê como parte integrante de uma cidade, de um estado, de um país e de um planeta. Por isso, seus membros têm consciência que todas as suas ações, por menores que sejam, devem ter em si um senso de coletividade e cidadania.
- Respeito ao Meio Ambiente

Os integrantes do DAFAE sabem que eles têm uma grande responsabilidade atualmente como estudantes de Engenharia e em seu futuro, como engenheiros, com o seu lar que é o Planeta Terra. Por isso fazem de tudo para que em todas as suas atividades, o impacto ambiental seja mínimo, reciclando, reutilizando e reaproveitando.
- Identidade Estudantil

O maior motivo de existência do DAFAE é para representar de forma efetiva os alunos da Faculdade de Engenharia de Bauru. Sendo assim, seu maior valor é ter sempre essa identidade, de estudantes que estão ali para tornar a Universidade um lugar melhor.
- Paixão por ser Unespiano

Uma coisa intrínseca de todos, é ter uma paixão por ser aluno da Unesp, por amar a universidade e por desejar sempre que ela cresça, melhore e se aprimore.
- Entretenimento

Um dos itens que definitivamente não poderia faltar para o DAFAE, é o entretenimento, que é considerado, para o diretório, o combustível para trabalhar, para lidar com os mais diversos problemas e com as mais diversas pessoas. É ele que move o DAFAE a fazer todo o seu trabalho de forma totalmente voluntária.

#### Chapa Minerva
A Chapa Minerva fez parte da gestão 2012-2013 e foi assim nomeada já que Minerva é a deusa da guerra, mas, ao mesmo tempo, da sabedoria e da reflexão. Ela sempre tem junto de si vários instrumentos matemáticos e tornou-se símbolo oficial dos engenheiros.  Ademais, a deusa Minerva não vence seus inimigos pela força bruta, mas pela sua astúcia e pela inteligência de suas estratégias. Minerva é a senhora das técnicas e da racionalidade instrumental, é a criadora das saídas de engenhosidade. Dessa forma, reúne aspectos fundamentais à formação do engenheiro, sintetizando as duas dimensões do trabalho do engenheiro: a criação, por um lado, e a execução, por outro.
Chapa Holismo
A Chapa Holismo fez parte da gestão 2013-2014 e recebeu esse nome segundo o princípio da Metafísica Aristotélica de mesmo nome que propôe que "O todo é maior do que a simples soma das suas partes." e teve como princípios de ação a expansão do diretório política e administrtivamente, com a conquista de novos espaços no câmpus para melhor atender aos alunos e participação ativa nos diversos Órgãos Colegiados na faculdade em defesa dos interesses da classe discente.

#### Estrutura
O Diretório é formado pelo Presidente, Vice-Presidente e membros. É dividido por meio de diretorias que, apesar de tal divisão, todas são interdependentes. Cada membro, mesmo fazendo parte de uma diretoria específica, pode auxiliar também as demais, tornando o diretório uníssono.

##### Presidência
Responsável pela coordenação e pela promoção de um suporte à todos os membros, além da transmissão do legado do diretório.

##### Finanças
A diretoria tem a responsabilidade de realizar as vendas e compras que o diretório trabalha, como refrigerantes, moletons, camisetas, calculadoras, entre outras coisas. Faz as relações bancárias, bem como orçamentos e balanços.

##### Comunicação
Estabelece a ponte entre o diretório e os discentes, estreitando relações. Divulga as informações dos projetos que o diretório promove, assim como novidades acadêmicas. É responsável também pela boa imagem do DAFAE e pela formação e preservação de suas parcerias.

##### RH
É responsável pela entrada e saída de membros, além de estimular o bom relacionamento entre todos que fazem parte do diretório.

##### Projetos
Cria projetos novos, como minicursos, campeonatos, visitas técnicas, eventos no geral. Assim, também auxilia as comissões transitórias criadas para engrenar um projeto.

##### Representação Discente
Como o próprio nome diz, essa diretoria representa os alunos, defende seus interesses e direitos conforme demandas.

##### Secretaria
É de sua responsabilidade o cuidado com o patrimônio do diretório, além de realizar trâmites legais e centralizar os documentos.

#### Atividades
O diretório visa ainda a união dos alunos e promove eventos que ampliem seus conhecimentos, tais como: 
- Semana da Engenharia (Semeng)

O maior projeto do Diretório  é um evento anual, constituído de palestras, oficinas e visitas técnicas, sobre um tema relacionado à engenharia, e que  já contou com a participação de  personalidades tais como Bel Pesce, Paul Zaloom, Ladislau Dowbor, Ozires Silva, Behrokh Khoshnevis, entre outros.
- Projeto Social Ao Vivo e Em Cores

Surgido em iniciativa conjunta dos organizadores da Semeng 2012, teve como objetivo a revitalização do Parque Vitória-Régia, principal cartão postal da cidade de Bauru. A cada edição o projeto amplia suas áreas de atuação, estando hoje engajado no contato com crianças de zonas periféricas da cidade, promovendo conscientização sobre a boa utilização e preservação do espaço público. Por meio de ações pontuais, revitaliza escolas e creches públicas do município e num processo preparatório, promove atividades de integração e conscientização. O "Trote Solidário" da Faculdade de Engenharia, está associado a este projeto, onde os calouros recém-ingressados tem a oportunidade de conhecer o projeto e interagir com a comunidade bauruense.
- Sapiens

Nascido em 2014, o projeto promove atividades extracurriculares como visitas técnicas a empresas, minicursos e cursos de idiomas, com o foco de aperfeiçoamento pessoal e acadêmico. 
- DAFAE Musical

Os alunos aprendem a tocar instrumentos musicais, ensinados por membros do diretório ou por voluntários;
- DAFAE Conversation e DAFAE Conversacion

Uma roda de bate papo em inglês e espanhol, cada língua em um dia, baseada em algum tema escolhido;
- DAFAE Sitcom

Séries passadas em alguma sala de aula no período que os alunos não estavam em aula e queriam relaxar;
- Cursos e oficina

São oferecidos como o curso para o manuseio da calculadora HP, aprendizado sobre o programa de AutoCAD, Revit, Solidworks, Project, Excel, entre outros;
- 5 bola sem cola

Reforço das disciplinas aplicadas em sala de aula aos alunos de engenharia;
- Visitas técnicas

Feitas às grandes empresas e de interesse de todos os alunos;
- Campanhas

O Diretório promove campanhas de conscientização, como foi feita para a educação com o “S.O.S Rio de Janeiro”, e a tradicional campanha de arrecadação "Natal Solidário", na qual alimentos e produtos de limpeza e higiene pessoal são arrecadados para serem então distribuidos entre instituições de assistência.

#### Como Participar

##### Sócios
Para ser sócio, é preciso fazer a carteirinha que garante descontos em produtos e atividades do DAFAE, além de vantagens ao utilizar serviços oferecidos pelas parcerias.

##### Colaboradores
São os estudantes que realizam sua participação sem compromisso de ser membro, que fazem parte das Comissões Transitórias. 

##### Membros
São os membros oficiais do diretório, participantes de uma diretoria específica e que colaboram para o desenvolvimento como um todo, adquirindo experiência única de trabalho em grupo, além de crescimento pessoal e profissional.

#### Contato
O DAFAE disponibiliza vários canais de comunicação com os alunos e a comunidade unespiana, o contato é possível através dos links:
- Homepage do Diretório
- Twitter
- Facebook
- dafae@feb.unesp.br

### Projeto Perspectiva
Criado em 1993, o Projeto Perspectiva é uma iniciativa cultural da Faculade de Engenharia de Bauru que busca trazer Arte e Cultura à Universidade, com extensão à Comunidade, abrindo espaço semanal para que Artistas amadores e profissionais de Bauru e região divulguem seu trabalho. Conta, para sua organização, com a participação de Alunos, Professores e Funcionários da Unesp.
As apresentações ocorrem toda quarta-feira, das 12h-14h e das 18h-19h.
- Site do Projeto Perspectiva

### Cursinho Primeiro de Maio
O curso pré-vestibular gratuito Primeiro de Maio é um projeto de extensão universitária vinculado à Unesp - Bauru. Tendo sido fundado em 2000, tem como missão auxiliar pessoas sem condições de custear um cursinho particular na difícil tarefa de ingressar na universidade pública, além de possibilitar o acréscimo profissional para os participantes (professores, funcionários e coordenação) do projeto, que são em sua maioria, graduandos da Unesp.
Por meio de um processo seletivo dividido em duas fases eliminatórias (uma prova de conhecimentos gerais e uma avaliação socioeconômica) selecionam-se 150 alunos que, durante o ano em questão, contarão com as ferramentas necessárias para a aprovação nos vestibulares de universidades públicas. Entre essas ferramentas, disponibilizam-se aulas diárias, material didático, acervo bibliotecário, acompanhamento pedagógico e atividades extra-curriculares que contribuem para a formação humana, cultural, política e científica dos alunos. Além disso, como um projeto de extensão universitária, procura-se sempre a valorização da instituição pública através do comprometimento ético com o investimento social do qual a universidade se vale.
- Site do Cursinho

### Colégio Técnico Industrial - CTI
O Colégio Técnico Industrial, ou apenas CTI como também é conhecido é uma das três unidades de ensino médio e profissional da Universidade Estadual Paulista. Criado no dia 7 de abril de 1967, o Colégio foi a primeira unidade da Unesp no câmpus de Bauru. Seu primeiro diretor foi Isaac Portal Roldán, que hoje dá nome ao Colégio.
Contando com professores e profissionais extremamente competentes, o CTI se mostra uma instituição de renome local e estadual.
Os cursos oferecidos são nas áreas de Informática, Eletrônica e Mecânica, e tem o objetivo de capacitar o aluno para acompanhar as constantes mudanças nesses campos de atuação, tornando-o um profissional altamente qualificado. Além de um Ensino Médio de excelente qualidade, que prepara o aluno para prosseguir seus estudos.
O ingresso é realizado através de um vestibulinho anual.
- Site do CTI

### Empresa Júnior
A ProJunior, empresa júnior da Faculdade de Engenharia de Bauru, formada por alunos de Engenharia Mecânica, Elétrica, Civil e Produção, trabalha na criação de projetos dessas mesmas áreas da Engenharia, além de trabalhar com consultoria.
Seus processos seletivos são realizados anualmente pela Empresa Junior de Psicologia Interage. Os candidatos a trainee são submetidos à dinâmicas de grupo, entrevista com os futuros psicólogos e também pelos atuais diretores da empresa.
A Pro Junior tem como missão aumentar os conhecimentos dos alunos e devolver à sociedade o investimento feito nos alunos através da oferta de serviços de qualidade, com preços abaixo dos oferecidos pelo mercado e com seriedade profissional. Todos os projetos contam com a supervisão dos professores da FEB e são referência de qualidade e inovação.
- Site da ProJunior

### Recicla Unesp
O Recicla Unesp é um dos 25 projetos de extensão à comunidade da Faculdade de Engenharia de Bauru que visa estimular a prática e a conscientização de toda a comunidade acadêmica sobre a importância da adoção de novos hábitos em relação, especialmente, da destinação do lixo.
Coordenado pela professora Rosane Battistelle, do departamento de Engenharia Civil, o projeto em atividade desde maio de 2007 tem, como um de seus objetivos, estimular e organizar a coleta seletiva em todo o campus. Para isso, os integrantes do Recicla Unesp elaboraram um plano de ações de forma promover a articulação de iniciativas junto a comunidade unespiana, em relação à preservação do meio ambiente e de sua sustentabilidade.
De acordo com a coordenadora, a iniciativa surgiu diante da observação da disposição aleatória e do estado de conservação das lixeiras, sem cuidados posteriores, fato que em nada colaborava para a efetiva coleta seletiva no interior do campus. "Diante da falta de planejamento e monitoramento desse processo, fizemos um acompanhamento do lixo descartado e armazenado, tanto na quantidade disposta quanto na qualidade de sua separação e por fim o seu destino", explica Rosane.
Periodicamente, a equipe promove palestras que ressaltam a importância das práticas sustentáveis buscando a mudança real dos hábitos dos professores, alunos e funcionários da Faculdade de Engenharia de Bauru; a divulgação de experiências, vivências de comunidades que empregam os conceitos dos 3 Rs; realizando campanhas de conscientização por meio de e-mails, cartazes, faixas e distribuição de canecas com a logomarca do Recicla.
Um outro aspecto prático do trabalho prevê a implantação de um sistema de coleta seletiva, por meio da separação de recicláveis, como papel, plástico, orgânico e metais e a demarcação de um espaço - dentro do campus - para a triagem desses materiais e encaminhamento para locais corretos de descarte e venda.
O primeiro trabalho do grupo foi a realização de uma palestra aos calouros da FEB mostrando um pouco da experiência do Programa USP Recicla São Carlos. Outra iniciativa, que já rendeu bons resultados, foi a implantação de recipientes para a destinação de pilhas e baterias e lixeiras de coleta seletiva, inclusive no CTI.

### IEEE
O Ramo Estudantil do IEEE da Faculdade de Engenharia de Bauru foi primeiramente idealizado pelos professores José Eduardo Cogo Castanho e Leonardo Nepomuceno, ambos membros do Departamento de Engenharia Elétrica. A exemplo de outros ramos estudantis do IEEE, este tem como princípios beneficiar os estudantes de Engenharia Elétrica, oferecendo uma maior aproximação deles com a comunidade científica. Outro benefício é a organização de eventos no campus para os alunos, com o objetivo de mostrar novas tecnologias e apresentar as tendências do mercado profissional.
A partir da idealização do Ramo, foi formado um grupo de estudantes do curso de Engenharia Elétrica com o objetivo de dar a partida no processo de formação do mesmo. Devido à grande criatividade do grupo e o bom entendimento entre os membros, o Ramo estabeleceu-se de forma coesa. Assim o grupo vem mantendo as atividades desde o mês de Agosto de 2002.
- Site do IEEE da FEB-Unesp

## Equipes da FEB-Unesp

### Equipe do PacBaja
A equipe PacBaja da FEB-Unesp é formada por alunos, principalmente de Engenharia Mecânica e Elétrica. Anualmente a equipe participa da competição Baja-SAE, organizada pela SAE Brasil. A equipe tem mostrado, ao longo dos anos, sucesso nos resultados das competições, crescendo ano após ano.

### Equipe de aerodesign da FEB
O aerodesign da FEB-Unesp é formado por três equipes: Regular, Open e Micro, cada uma responsável por aviões em categorias diferentes da competição de Aerodesign também organizada pela SAE Brasil. O trabalho dos alunos é muito aplicado e as conquistas são expressivas, tornando as equipes da FEB-Unesp já tradicionais nos pódios das competições

### Equipe de fórmula FEB Racing
A equipe FEB Racing é formada por alunos de Engenharia Mecânica, Elétrica e de Produção. O projeto tem como foco desenvolver e aprimorar tecnologias e métodos para a produção de um veículo de competição na categoria Fórmula SAE, organizada pela SAE Brasil; visando a competição internacional, organizada pela SAE International.